# جياني مانفرين
جياني مانفرين (بالإيطالية: Gianni Manfrin)‏ (13 أغسطس 1993 في إيطاليا - ) هو لاعب كرة قدم إيطالي في مركز الدفاع. لعب مع نادي ألساندريا.

## روابط خارجية
- جياني مانفرين على موقع قاعدة بيانات كرة القدم.إي يو (الإنجليزية)
- جياني مانفرين على موقع Soccerway.com (الإنجليزية)